# ضربة الطائرة المسيرة على المطبخ المركزي العالمي
في 1 أبريل 2024، قُتل سبعة عمال إغاثة تابعين لمنظمة المطبخ المركزي العالمي بغارة إسرائيلية في قطاع غزة. أشارت هآرتز إلى مصادر في الجيش الإسرائيلي صرحت بأن طائرة مسيرة طراز هرميز 450 أطلقت ثلاثة صواريخ أصابت السيارات واحدة تلو الأخرى، بينما كانت تسير على طريق وافق عليه الجيش الإسرائيلي مسبقًا.
كان عمال الإغاثة يوزعون الطعام في شمال قطاع غزة، الذي كان على شفا المجاعة بتأثير الحصار الإسرائيلي خلال الحرب الإسرائيلية الفلسطينية. وقع الهجوم بعد ثلاثة أيام من قرار بالإجماع لمحكمة العدل الدولية (انظر دعوى جنوب إفريقيا على إسرائيل) يأمر إسرائيل بالعمل على تدفق المساعدات دون عقبات إلى غزة.
دفع هذا الهجوم منظمة المطبخ المركزي العالمي إلى تعليق عملها في قطاع غزة، وأدانه عدد من الدول حول العالم. اعترف الجيش الإسرائيلي بمسؤوليته عن الحادث، قائلًا أنه غير مقصود. أما مؤسس المطبخ المركزي العالمي، الإسباني خوسيه أندريس فقد قال أن إسرائيل هاجمت القافلة بشكل متعمد، وطالب المطبخ المركزي العالمي بتحقيق مستقل من طرف ثالث في الهجوم لكشف ما إذا كان الهجوم متعمدًا ويشكل خرقًا للقانون الدولي.
أثار الهجوم إدانة دولية واسعة النطاق، بما في ذلك من أستراليا، وقطر، وأيرلندا، ومصر، وبولندا، والصين، والكرسي الرسولي، والاتحاد الأوروبي، والولايات المتحدة. وأدى الهجوم إلى قيام المطبخ المركزي العالمي بإيقاف عملياته في قطاع غزة، إلى جانب المنظمات الإنسانية ومنظمات الإغاثة الأخرى العاملة هناك. وأدت التصريحات التي أدلى بها السفير الإسرائيلي في بولندا بشأن الحادث إلى خلاف دبلوماسي بين البلدين. وأدى هذا الحدث إلى انتشار ادعاءات واسعة النطاق من قبل علماء السياسة والمعلقين وعلماء الإبادة الجماعية بأن إسرائيل تستخدم التجويع عمدًا كسلاح حرب، وهو ما يعد جريمة حرب.

## خلفية
في 27 أكتوبر 2023، اجتاحت إسرائيل قطاع غزة ردًا على هجمات 7 أكتوبر التي شنتها حماس. وقد تطورت أزمة إنسانية حادة منذ بداية الغزو مع استمرار حالة الانهيار في الرعاية الصحية ونقص الغذاء والمياه النظيفة والدواء والوقود بسبب الحصار الإسرائيلي على قطاع غزة. ولم يُسمح إلا بقدر محدود من المساعدات الإنسانية عبر نقاط التفتيش التي تسيطر عليها إسرائيل في قطاع غزة، الأمر الذي أدى إلى تفاقم الأزمة. وجاءت غارات الطائرات بدون طيار بعد ساعات من قيام مؤسسة المطبخ المركزي العالمي الخيرية، التي كانت تقدم أيضًا خدمات الطعام في إسرائيل بعد 7 أكتوبر/تشرين الأول، بإحضار حمولة سفينة تبلغ 100 طن من المواد الغذائية من قبرص إلى شمال قطاع غزة.
في مارس/آذار 2024، حذر الخبراء، مثل المقرر الخاص للأمم المتحدة المعني بالحق في الغذاء، من أن غزة ربما تعاني بالفعل من المجاعة؛ بينما صرح جيريمي كونينديك، رئيس منظمة اللاجئين الدولية، أن "وفيات المجاعة على نطاق واسع" ستبدأ قريبًا. وأدى انتشار الوفيات بين المدنيين في غزة والهجوم الأولي الذي وقع في 7 أكتوبر/تشرين الأول إلى اتهامات بارتكاب جرائم حرب ضد إسرائيل وحماس. وقد إبلغ عن عدد من الهجمات على طالبي المساعدات المدنيين والعاملين فيها، حيث قُتل أكثر من 173 من موظفي الأونروا على يد القوات الإسرائيلية خلال الحرب بين إسرائيل وحماس.
وكان هناك خطاب من قبل السياسيين الإسرائيليين ضد توزيع المساعدات في غزة. وكتب جيورا آيلاند، اللواء المتقاعد: "من أجل جعل الحصار فعالاً، علينا أن نمنع الآخرين من المساعدة في غزة". نقلت كلماته وفد جنوب أفريقيا لدى محكمة العدل الدولية.
قبل ثلاثة أيام من أعمال القتل، قضت محكمة العدل الدولية بالإجماع، ردًا على طلب ثانٍ من جنوب إفريقيا باتخاذ تدابير مؤقتة إضافية في القضية الجارية بموجب اتفاقية الإبادة الجماعية، بأنه يجب على إسرائيل أن تسمح بتدفق المساعدات دون عوائق إلى غزة وأن تتصرف. دون تأخير" للسماح "بتوفير الخدمات الأساسية والمساعدات الإنسانية التي تشتد الحاجة إليها". وقالت محكمة العدل الدولية في حكمها إن غزة "لم تعد تواجه فقط خطر المجاعة" ولكن "المجاعة بدأت" وأنه، وفقًا لمراقبي الأمم المتحدة، توفي 31 شخصًا، من بينهم 27 طفلاً، بسبب سوء التغذية والجفاف.
قبل يومين من غارات الطائرات بدون طيار، أصيبت سيارة تابعة لـ المطبخ المركزي العالمي برصاص قناص من الجيش الإسرائيلي. وقدمت المطبخ المركزي العالمي شكوى إلى إسرائيل بشأن هذا الحادث وطالبت بضمان سلامة عمالها.

## حادثة
في 1 أبريل 2024، أدت غارات إسرائيلية بطائرات بدون طيار إلى مقتل سبعة من عمال الإغاثة في المطبخ المركزي العالمي، الذين كانوا يسافرون في ثلاث من سيارات المطبخ المركزي العالمي في قطاع غزة. وتقدر سكاي نيوز أن الضربات وقعت بين الساعة 10.30 و11 مساء. حيث أن حطام السيارات كان حوالي 2.5 كـم (1.6 ميل) بصرف النظر عن ذلك، ذكرت صحيفة واشنطن بوست أن هذا يشير إلى أن بعض السيارات تمكنت من مواصلة القيادة بعد بدء الهجوم، وخلصت صحيفة فايننشال تايمز إلى أن السيارات "أصيبت بشكل منفصل".
وقال المطبخ المركزي العالمي إنه نسق تحركاته مع قوات الدفاع الإسرائيلية عندما تعرضت القافلة للقصف. وقال المطبخ المركزي العالمي إن الضربة وقعت على الرغم من وجود شعارات المركبات و"تنسيق التحركات" مع القوات الإسرائيلية في "المنطقة المنزوعة السلاح".
وصفت صحيفة هآرتس نقلاً عن مصادر دفاعية إسرائيلية أنه بعد أن أصاب صاروخ بدون طيار إحدى سيارات المطبخ المركزي العالمي، استقل بعض ركاب هذه السيارة سيارة أخرى تابعة لـ المطبخ المركزي العالمي، والتي "واصلت القيادة وأبلغت الأشخاص المسؤولين بأنهم تعرضوا للهجوم، ولكن، وبعد ثوانٍ"، أصيبت هذه السيارة أيضًا بصاروخ بدون طيار؛ وأخيراً التقطت السيارة الثالثة بعض الجرحى من السيارة الثانية، ثم أصاب صاروخ ثالث بدون طيار السيارة الثالثة.

## الضحايا
قُتل سبعة أشخاص. وقد انتشلوا من قبل جمعية الهلال الأحمر الفلسطيني في "عملية صعبة" ونقلهما إلى مستشفى شهداء الأقصى في دير البلح. وشوهد الضحايا وهم يرتدون ملابس واقية تحمل شعار المؤسسة الخيرية. ونقلوا إلى مستشفى أبو يوسف النجار جنوب قطاع غزة، ليتم نقلهما إلى مصر.
ومن بين عمال الإغاثة السبعة في المطبخ المركزي العالمي، تأكد وجود مواطنين بريطانيين وأستراليين وبولنديين وفلسطينيين ومواطنين أمريكيين كنديين. كان الضحايا البريطانيون الثلاثة يعملون لدى العزاء العالمية، وهي شركة أمنية مقرها في بول، دورست، إنجلترا.
ومن بين الضحايا:
- سيف أبو طه (سيف الدين عصام عياد أبو طه)، مواطن فلسطيني يبلغ من العمر 26 عامًا من رفح، عمل سائقًا لشركة المطبخ المركزي العالمي منذ بداية العام.[36][37]
- داميان سوبول، مواطن بولندي يبلغ من العمر 35 عامًا من برزيميسل.[19] عملت سوبول مع المطبخ المركزي العالمي منذ عام 2022، وشاركت في جهود الإغاثة في أوكرانيا التي غزتها روسيا.[23] وفي فبراير 2023، سافر مع المساعدات إلى منطقة البستان المنكوبة بالزلزال في تركيا.[23] وفي سبتمبر 2023، ساعد ضحايا الزلزال الذي ضرب المغرب.[23] ثم ساعد لاجئي غزة في مصر ولاحقًا في غزة نفسها.[23]
- لالزاومي "زومي" فرانككوم، مواطن أسترالي يبلغ من العمر 43 عامًا.[37][38]
- جيمس هندرسون، مواطن بريطاني يبلغ من العمر 33 عامًا خدم في مشاة البحرية الملكية، وكان مقاولًا أمنيًا خاصًا لشركة العزاء العالمية.[37][39]
- كان جون أنتوني تشابمان، وهو مواطن بريطاني يبلغ من العمر 57 عامًا خدم في مشاة البحرية الملكية، مقاولًا أمنيًا خاصًا لشركة العزاء العالمية.[37][39]
- جيمس كيربي، مواطن بريطاني يبلغ من العمر 47 عامًا.[37] لقد كان جنديًا سابقًا ومقاولًا أمنيًا خاصًا لشركة العزاء العالمية.[37]
- جاكوب فليكينجر، مواطن كندي أمريكي مزدوج الجنسية يبلغ من العمر 33 عامًا من كيبيك. كان جنديًا سابقًا في القوات المسلحة الكندية كجندي مشاة في الفوج الملكي الثاني والعشرين.[38][40]

## الجناة المزعومين
وتعرف الجيش الإسرائيلي على اثنين من جنوده قال إنهما مسؤولان عن عمليات القتل، وقام بطردهما. وأكبرهما هو القائد نوتشي ماندل، وهو مستوطن في الضفة الغربية و"قومي ديني". في يناير 2024، وقع ماندل، إلى جانب 130 ضابطًا احتياطيًا آخر في الجيش الإسرائيلي، على رسالة مفتوحة يطالبون فيها بحرمان غزة من المساعدات الإنسانية وعدم السماح بـ "الإمدادات الإنسانية وتشغيل المستشفيات داخل مدينة غزة".
واعتبر المحامي البريطاني البارز مايكل مانسفيلد أن الرسالة "ترتبط بشكل واضح بحالة ذهنية معينة" لأولئك الذين يقفون وراء التفجيرات، مشيراً إلى أن "هدف الجيش الإسرائيلي ليس حماس في المقام الأول ولكن غزة ككل من خلال تحويل المساعدات تحت الحصار إلى سلاح مشروط".

## التحقيقات
في رده الأولي، لم يؤكد الجيش الإسرائيلي ما إذا كان قد نفذ الغارة الجوية، وبدلا من ذلك قال إنه سيفتح تحقيقا. وبعد عدة ساعات، اعترف رئيس الوزراء الإسرائيلي بنيامين نتنياهو بأن الجيش الإسرائيلي قتل عمال الإغاثة السبعة "الأبرياء"، قائلاً إن ذلك كان "غير مقصود".
في 5 أبريل، عرضت لقطات معدلة للهجوم على الصحفيين، لكنها لم تظهر لحظة قصف القافلة. لم يتم نشر الفيديو الكامل علنًا.
قام موقع بيلينجكات بتحليل حطام السيارة وخلص إلى أن المركبات تحمل "بصمات ضربة دقيقة بصواريخ خاملة أو منخفضة القوة"، مما يؤكد أن "الغارة الجوية الإسرائيلية" كانت مسؤولة لأن "الجيش الإسرائيلي وحده هو الذي لديه القدرة على تنفيذ" ضربات دقيقة. في المنطقة المحلية. حدد الموقع الجغرافي للسيارة المستهدفة الأولى عند 31.4118، 34.3231؛ بينما حدد الموقع الثاني على بعد 800 متر (0.5 mi) على بعد 31.4168، 34.3290؛ والثالث عند 31.4005، 34.3115 حوالي 1,600 متر (1.0 mi) بعيدا عن السيارة الأولى. كان الموقعان الأولان للمركبات على طريق حدده مكتب الأمم المتحدة لتنسيق الشؤون الإنسانية (أوتشا) على أنه "طريق يمكن الوصول إليه للمساعدات الإنسانية"، بينما كان الموقع الثالث في حقل بجوار هذا الطريق مباشرة. وخلص بيلينجكات أيضًا إلى أنه "من المحتمل" أن علامات المطبخ المركزي العالمي الموجودة على واحد على الأقل من أسطح السيارات "كانت مرئية من الأعلى عند تنفيذ الضربة" اعتمادًا على قدرات التصوير للنظام المستخدم.
قامت قناة الجزيرة سند بتحليل "معلومات مفتوحة المصدر، وشهادات شهود، وصور من الموقع"، وخلصت إلى أن هجمات قوات الدفاع الإسرائيلية كانت "متعمدة"، حيث "استهدفت ثلاث مركبات تابعة لـ المطبخ المركزي العالمي، واحدة تلو الأخرى"، مع الأضرار التي لحقت بالسيارتين الثانية والثالثة "مما يوحي باستهداف السيارتين من الجو". علامات المطبخ المركزي العالمي الموجودة على السيارات دفعت قناة الجزيرة سند إلى استنتاج أن المطبخ المركزي العالمي "كانت ممتثلة وكان هناك تنسيق مسبق بين المطبخ المركزي العالمي والجيش الإسرائيلي بشأن التحركات". وقال شاهد عيان على الضربة الأولى، حسن الشوربجي، إن جرحى الضربة الأولى نقلوا إلى سيارة مدرعة ثانية لمواصلة سفرهم.
ونقلت هيئة الإذاعة البريطانية (بي بي سي) عن اثنين من خبراء الأسلحة الذين قاموا بتحليل حطام السيارة أن يستنتجوا أن السيارتين قد أصيبتا على الأرجح بصواريخ بدون طيار. وأشار تحليل بي بي سي للمسافة بين المركبات الثلاث إلى وقوع عدة ضربات.
وذكرت شبكة سي إن إن أن الهجوم الإسرائيلي "يبدو أنه تألف من عدة ضربات دقيقة"، نقلاً عن باحث في الأسلحة ذكر أن النتيجة "تبدو متسقة مع الذخائر التي نشرتها" الطائرات بدون طيار.
ونقلت صحيفة "هآرتس" عن مصدر دفاعي إسرائيلي قوله إن "الوحدات الميدانية تقرر شن هجمات دون أي استعداد، في حالات لا علاقة لها بحماية قواتنا". علاوة على ذلك، نقلاً عن مصادر دفاعية إسرائيلية، ذكرت صحيفة هآرتس أن السيارات المدمرة "كانت تحمل علامة واضحة على السطح والجوانب" على أنها تابعة للمطبخ المركزي العالمي، وأنها "سارت على طول طريق تمت الموافقة عليه مسبقًا وبالتنسيق مع الجيش الإسرائيلي"، ولكن " وأمرت غرفة الحرب التابعة للوحدة المسؤولة عن أمن الطريق مشغلي الطائرات بدون طيار بالهجوم، بسبب "الاشتباه في أن إرهابياً كان يسافر مع القافلة"؛ الإرهابي المفترض كان "رجلاً مسلحاً" في شاحنة المساعدات التي ترافقها السيارات إلى مستودع المواد الغذائية في دير البلح؛ وكانت السيارات قد تركت شاحنة المساعدات خلفها في المستودع، و"الرجل المسلح لم يغادر المستودع"، لكن الضربات الإسرائيلية من طائرة بدون طيار من طراز هرمز 450 ما زالت تصدر أوامر باستهداف السيارات.

### تحقيق الجيش الإسرائيلي
ترأس تحقيق الجيش الإسرائيلي اللواء (المتقاعد) يوآف هار إيفين، الرئيس والمدير التنفيذي لشركة رافائيل لأنظمة الدفاع المتقدمة، وفي 4 أبريل 2024 أبلغ عن نتائج التحقيق الأولية فيما يتعلق بالحادث. اعترف الجيش الإسرائيلي بأن المطبخ المركزي العالمي قام بتنسيق خططه لهذه الليلة مع الجيش الإسرائيلي، لكنه قال إنه داخليًا داخل الجيش الإسرائيلي، لم يبلغ هذه الخطط إلى القوات العملياتية للجيش الإسرائيلي. وقال الجيش الإسرائيلي إنه قبل الحادث، رافقت سيارات المطبخ المركزي العالمي شاحنة مساعدات كان على سطحها مسلح أطلق النار. وقال مراسل بي بي سي إن الدليل الذي قدمه الجيش الإسرائيلي على هذا الادعاء كان عبارة عن مقطع فيديو "ضبابي" لم ينشره علنًا. ثم قال الجيش الإسرائيلي إنهم حاولوا الاتصال بـ المطبخ المركزي العالمي لكنهم لم يتمكنوا من ذلك؛ وعلقت بي بي سي نيوز أن الاتصالات الهاتفية في قطاع غزة "غير منتظمة" وأن الجيش الإسرائيلي نفسه منع وكالات الإغاثة من استخدام أجهزة الراديو.
وقال الجيش الإسرائيلي إنه رصد مسلح ثان في المستودع ينضم إلى المسلح الأول، مما دفع مشغلي الطائرات بدون طيار إلى الافتراض أنهم من حماس. ونتيجة لذلك، وفقًا للجيش الإسرائيلي، اعتقد مشغلو الطائرات بدون طيار التابعة للجيش الإسرائيلي أن مقاتلي حماس يستخدمون سيارات المطبخ المركزي العالمي، واشتبهوا أيضًا في أنهم رأوا شخصًا يدخل سيارة المطبخ المركزي العالمي ومعه "بندقية ولكن في نهاية اليوم كان الأمر كذلك". حقيبة"، في "تصنيف خاطئ". قال الجيش الإسرائيلي إن مشغلي الطائرات بدون طيار اعتقدوا أن عمال الإغاثة في المطبخ المركزي العالمي بقوا في المستودع مع شاحنة المساعدات، بدلاً من المغادرة في السيارات. بالإضافة إلى ذلك، قال الجيش الإسرائيلي إن مشغلي الطائرات بدون طيار لم يتمكنوا من رؤية علامات سيارات المطبخ المركزي العالمي في الليل، وعلقت بي بي سي نيوز بأن "لقطات الطائرات بدون طيار تبدو أيضًا تؤكد ذلك". واستند هذا التقييم إلى لقطات فيديو "ضبابية إلى حد ما" عُرضت في مؤتمر صحفي ولكن لم يتم نشرها للجمهور.
وبالتالي، وفقًا للجيش الإسرائيلي، أطلق مشغلو الطائرات بدون طيار ثلاثة صواريخ على سيارات المطبخ المركزي العالمي، مما أدى إلى تدمير السيارات واحدة تلو الأخرى بين الساعة 23:09 إلى 23:13، على الرغم من صعود اثنين من عمال الإغاثة الناجين من الضربة الأولى إلى السيارة الثانية، التي كانت في ذلك الوقت. وأصيب بصاروخ ثان، وكان بعض الناجين من الغارة الثانية يستقلون السيارة الثالثة التي أصيبت بدورها بصاروخ ثالث؛ وكانت النتيجة مقتل جميع عمال الإغاثة السبعة في غارات الجيش الإسرائيلي. وقال الجيش الإسرائيلي إن عقيدًا في الجيش الإسرائيلي ورائدًا في الجيش الإسرائيلي وافقا على الأمر بشن هجوم بطائرة بدون طيار دون حضور محامٍ عسكري، لكن الضربة الثانية نفذت دون موافقة محدثة. وكانت نتيجة تحقيق الجيش الإسرائيلي هي أنه "على الرغم من عدم وجود معلومات عن مسلحين في المركبتين الثانية والثالثة، إلا أنهم تعرضوا أيضًا للهجوم، في غضون دقائق من بعضهم البعض، دون سبب حقيقي. نفذ الهجوم على المركبات الثلاث بشكل خطير". مخالفة الأوامر والتعليمات ذات الصلة". قام الجيش الإسرائيلي بطرد رائد كان يقود فريق الدعم الناري، بالإضافة إلى عقيد كان يشغل منصب رئيس أركان اللواء. كما قام الجيش الإسرائيلي بتوبيخ قائد فرقة القيادة الجنوبية وقائد اللواء والجنرال المسؤول.

### الرد على تحقيقات الجيش الإسرائيلي
رفض المطبخ المركزي العالمي تحقيق الجيش الإسرائيلي لأنه يفتقر إلى المصداقية، حيث قال مؤسس المطبخ المركزي العالمي، خوسيه أندريس، في بيان له: "لا يستطيع الجيش الإسرائيلي التحقيق بمصداقية في فشله في غزة. ولا يكفي مجرد محاولة تجنب المزيد من الوفيات الإنسانية، التي حدثت الآن". لقد اقتربنا من ما يقرب من 200. جميع المدنيين بحاجة إلى الحماية، وجميع الأبرياء في غزة بحاجة إلى الغذاء والسلامة، ويجب إطلاق سراح جميع الرهائن". اعترض أندريس في مقابلة مع إيه بي سي نيوز على ادعاءات الجيش الإسرائيلي بضعف الرؤية، وأصر على أن الشعارات ذات الألوان الزاهية على سياراتهم البيضاء يمكن رؤيتها بواسطة تلك الطائرات بدون طيار حتى في ظلام الليل.
كتبت صحيفة التلغراف أن التحقيق أثار "ادعاءات بالتحيز ": كان بقيادة "الرئيس والمدير التنفيذي لشركة رافائيل لأنظمة الدفاع المتقدمة" و"الجيش الإسرائيلي هو أحد أكبر المشترين لرافائيل". وذكرت صحيفة الغارديان أن التحقيق اكتمل على عجل وأنه فشل في الإجابة على أسئلة مهمة بما في ذلك سبب انتهاك القادة الإسرائيليين لقواعد العمليات العسكرية، ولماذا لم يكن الجنود على علم بأن السيارات الإنسانية كانت تعمل في المنطقة بإذن إسرائيلي. وأضافت أن نتائج التحقيق من المرجح أن تجدد الشكوك حول عمليات صنع القرار في الجيش الإسرائيلي، حيث اتهمت جماعات الإغاثة ومنظمات حقوق الإنسان والفلسطينيون إسرائيل مرارًا وتكرارًا بإطلاق النار بشكل متهور، وهو ما تنفيه إسرائيل. وفي حديثه إلى بوليتيكو، صرح مسؤول أمريكي لم يذكر اسمه أن إسرائيل "ستفعل وتقول كل ما هو ضروري للحفاظ على الوضع الراهن، وليس لدي أمل كبير في أن يكون تحقيقهم شفافًا أو صادقًا".
كتب عالم القانون الدولي دوجلاس جيلفويل أن الهجوم "كان بالتأكيد جريمة حرب. وفي الواقع، أجد صعوبة في رؤية كيف يمكن التوصل إلى أي استنتاج آخر".

## ما بعد الحادث

### التأثيرات على الجهود الإنسانية في غزة
وأوقفت المنظمات الإنسانية ومنظمات الإغاثة العاملة في قطاع غزة عملياتها بعد الهجوم. من بينهم المعونة الأمريكية للاجئين في الشرق الأدنى ومشروع أمل فلسطين حيث صرح ستيف فيك، مسؤول العلاقات الإعلامية في المعونة الأمريكية للاجئين في الشرق الأدنى، أن "الطبيعة الصارخة للهجوم على قافلة المطبخ المركزي العالمي أثبتت أن عمال الإغاثة يتعرضون حاليًا للهجوم". وبسبب الغارة، عادت سفن المساعدات التابعة لشركة المطبخ المركزي العالمي المتجهة إلى غزة والتي تحمل 240 طنًا من المساعدات إلى قبرص، بسبب مخاوف تتعلق بالسلامة.

### ردود أفعال عائلات عمال الإغاثة
دعت عائلة زومي فرانككوم إلى إجراء تحقيق واتهامات محتملة بارتكاب جرائم حرب. ووصف والدا جاكوب فليكنجر وفاته بأنها "جريمة"، ورفضوا اعتذار إسرائيل، وطالبوا بإجراء تحقيق مستقل، وأن تتوقف الولايات المتحدة عن تقديم المساعدات العسكرية لإسرائيل بينما تستخدم "الغذاء كسلاح". وقال شقيق جيمس هندرسون إن قتل الأشخاص في مهمة إنسانية أمر "لا يغتفر". وقال: "المساءلة هي أملي الوحيد لتحقيق العدالة". "لا أعتقد أن حكومتنا ستحاسب الأشخاص المناسبين، لكنني أضمن أن حكومتنا ستبيع أسلحة لإسرائيل، والتي يمكن أن تستخدم بدورها لقتل مواطنينا. من الصعب فهم ذلك".

### تداعيات دبلوماسية
سفير إسرائيل لدى بولندا، بعد ساعات قليلة من الغارات على قافلة المطبخ المركزي العالمي، نشر عدة منشورات على وسائل التواصل الاجتماعي، رافضًا الاتهامات بارتكاب جريمة حرب التي وجهها نائب رئيس مجلس النواب البولندي كرزيستوف بوساك. وأشار أيضًا إلى حادثة وقعت في مجلس النواب البولندي عندما قام النائب جريزيجورز براون من حزب بوساك بإطفاء شمعدان حانوكا بطفاية حريق. وكتب السفير أن "اليمين واليسار المتطرف في بولندا" يتهمون إسرائيل "بالقتل العمد في الهجوم". وأنهى تصريحه بالقول إن معاداة السامية سيظلون دائمًا معادين للسامية. وأثار تصريح السفير الغضب. ووصف الرئيس البولندي أندريه دودا الأمر بأنه "غير محظوظ للغاية، وباختصار، شائن"، بينما قال رئيس الوزراء البولندي دونالد توسك إنه لا يوافق على الطريقة التي تحدث بها السفير عن الضربات على القافلة وأنه يتوقع كلمات اعتذار. استدعى السفير إلى وزارة الخارجية البولندية في 5 أبريل 2024، حيث التقى بنائب الوزير أندريه سيجنا. وبحسب نائب الوزير، اعتذرت السفيرة ليفني عن الحادث.
وتحدث رئيس الوزراء الأسترالي أنتوني ألبانيز ووزير الخارجية بيني وونغ مع نظرائهما في إسرائيل في أعقاب الهجوم. وقال ألبانيز لنتنياهو إن الأستراليين غاضبون من مقتل مواطن أسترالي في الهجوم. وصرح ألبانيز لاحقًا أنه اعتبر وصف نتنياهو للهجوم بأنه "غير مقصود" و"شيء يحدث في الحرب" غير مرض. وفي 5 إبريل/نيسان، ذكرت الحكومة الأسترالية أن الحكومة الإسرائيلية "لم تف بعد" بتوقعاتها بشأن إجراء تحقيق، وأنها ستقوم بتعيين مستشار خاص يتولى مسؤولية ضمان تلبية التحقيق لتوقعات أستراليا. وذكرت الحكومة الأسترالية أيضًا أنه يجب الحفاظ على جميع الأدلة على الهجوم. في 6 أبريل، ذكرت وونغ أنها ووزير الدفاع ريتشارد مارلز كتبا إلى نظرائهما الإسرائيليين يدعوان إلى اتخاذ مزيد من الإجراءات ضد الأفراد المسؤولين عن الهجوم.

## تفاعلات
تشمل الدول والمسؤولون والمنظمات التي نددت بالهجوم: المفوضية الأوروبية، وإيران، والأردن، ورئيس الإغاثة الطارئة التابع للأمم المتحدة مارتن غريفيث، والمجلس النرويجي للاجئين، ومنظمة منظمة برواكتيفا أوبن آرمز، الذين كانوا يقومون بتوصيل الطعام مع المطبخ المركزي العالمي، اسكتلندا، والمدير العام لمنظمة الصحة العالمية. تيدروس أدهانوم غيبريسوس ورئيسة برنامج الأغذية العالمي سيندي ماكين.

### المطبخ المركزي العالمي

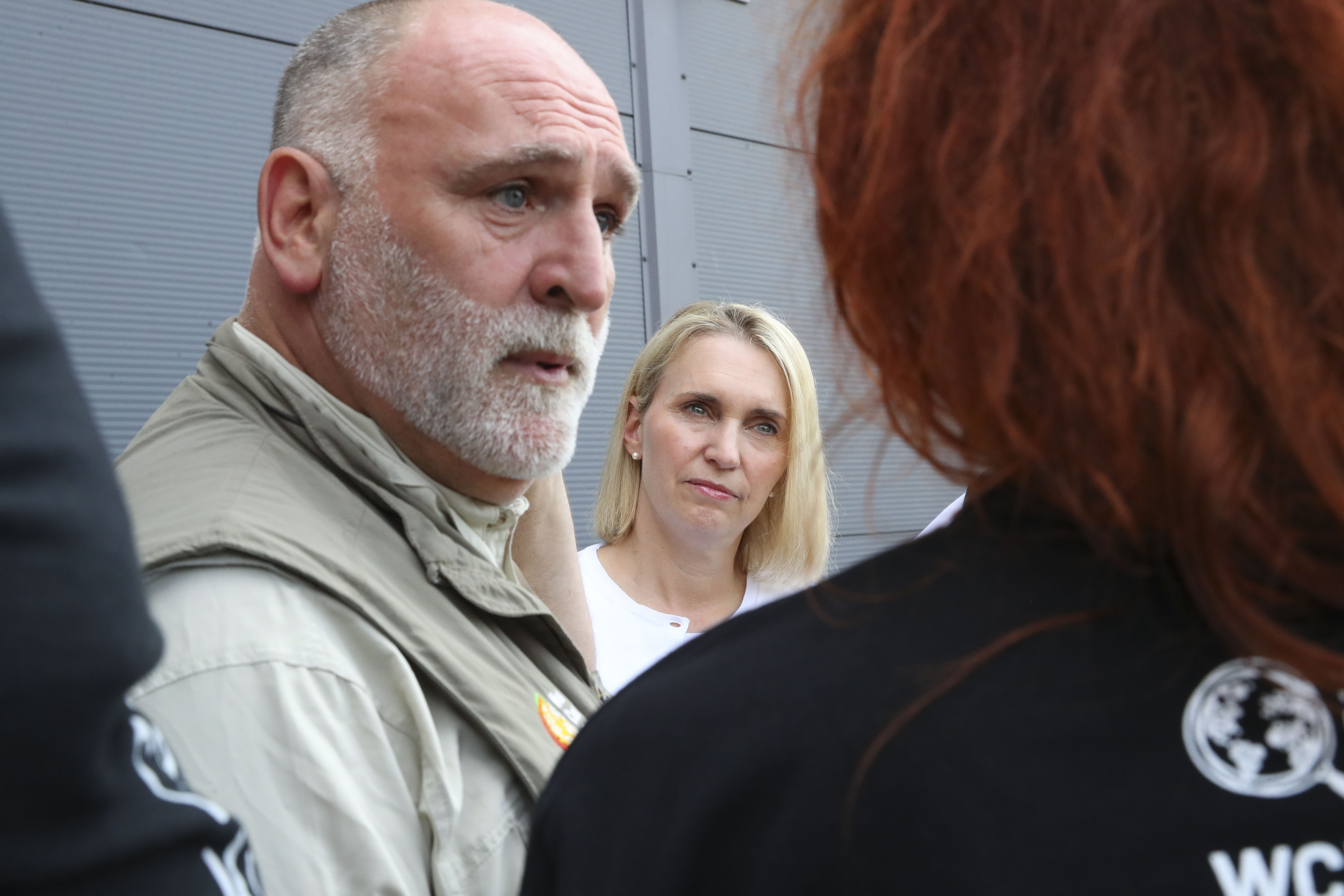
خوسيه أندريس (يسار)، مؤسس المطبخ المركزي العالمي، يظهر هنا في عام 2022 أثناء الغزو الروسي لأوكرانيا

كتب خوسيه أندريس، مؤسس جمعية المطبخ المركزي العالمي الخيرية: "أنا حزين وحزين على عائلاتهم وأصدقائهم وعائلة المطبخ المركزي العالمي بأكملها. هؤلاء أناس. ملائكة. لقد خدمت معهم في أوكرانيا وغزة وتركيا والمغرب وجزر البهاما.، إندونيسيا. إنهم ليسوا مجهولي الهوية. ليسوا مجهولي الهوية". ودعا إسرائيل إلى وقف "القتل العشوائي"، وتابع أنه "يتعين عليها التوقف عن تقييد المساعدات الإنسانية، والتوقف عن قتل المدنيين وعمال الإغاثة، والتوقف عن استخدام الغذاء كسلاح".
وفي بيان منفصل، قال أندريس: "لم تكن الضربات الجوية على قافلتنا مجرد خطأ مؤسف في ضباب الحرب. لقد كانت هجومًا مباشرًا على مركبات ذات علامات واضحة وكان الجيش الإسرائيلي يعرف تحركاتها". أدلى أندريس ببيان فيديو آخر اتهم فيه الجيش الإسرائيلي باستهداف عمال الإغاثة بشكل منهجي ومتعمد لقتل كل من في القافلة. وطالب جهة محايدة فوق الجيش الإسرائيلي بإجراء التحقيق.
وقال إيرين جور، الرئيس التنفيذي لـ المطبخ المركزي العالمي، في بيان: "هذا ليس هجومًا ضد المطبخ المركزي العالمي فحسب، بل إنه هجوم على المنظمات الإنسانية التي تظهر في أسوأ المواقف حيث يُستخدم الغذاء كسلاح حرب. وهذا أمر لا يغتفر" وتابع جور: "نحن - المطبخ المركزي العالمي، فقدنا أرواحًا جميلة اليوم بسبب هجوم مستهدف شنه الجيش الإسرائيلي".

### إسرائيل
وقال مصدر عسكري اسرائيلي لراديو الجيش ان الهجوم هو "اسوأ هجوم شهدته اسرائيل في الحرب". وصف رئيس الوزراء بنيامين نتنياهو الهجوم بأنه حادث مأساوي حيث أصابت القوات الإسرائيلية أشخاصًا أبرياء عن غير قصد. وقال الجيش الإسرائيلي في بيان إنه "يجري مراجعة شاملة على أعلى المستويات لفهم ملابسات هذا الحادث المأساوي". وفي نهاية المطاف، تحمل الجيش الإسرائيلي المسؤولية واعتذر قائلاً إن الهجوم الإسرائيلي كان "خطأ أعقب خطأ في التعرف على الهوية ليلاً".

### حماس
وأدانت حركة حماس في بيان لها غارات الطائرات بدون طيار، وحثت المجتمع الدولي على التحرك: "إن هذه الجريمة تؤكد مرة أخرى أن الاحتلال يواصل سياسته في القتل المتعمد للمدنيين الأبرياء وفرق الإغاثة الدولية والمنظمات الإنسانية، في إطار جهوده لترويع هؤلاء المدنيين". الذين يعملون فيهم ويمنعونهم من القيام بواجباتهم الإنسانية".

## ردود الفعل

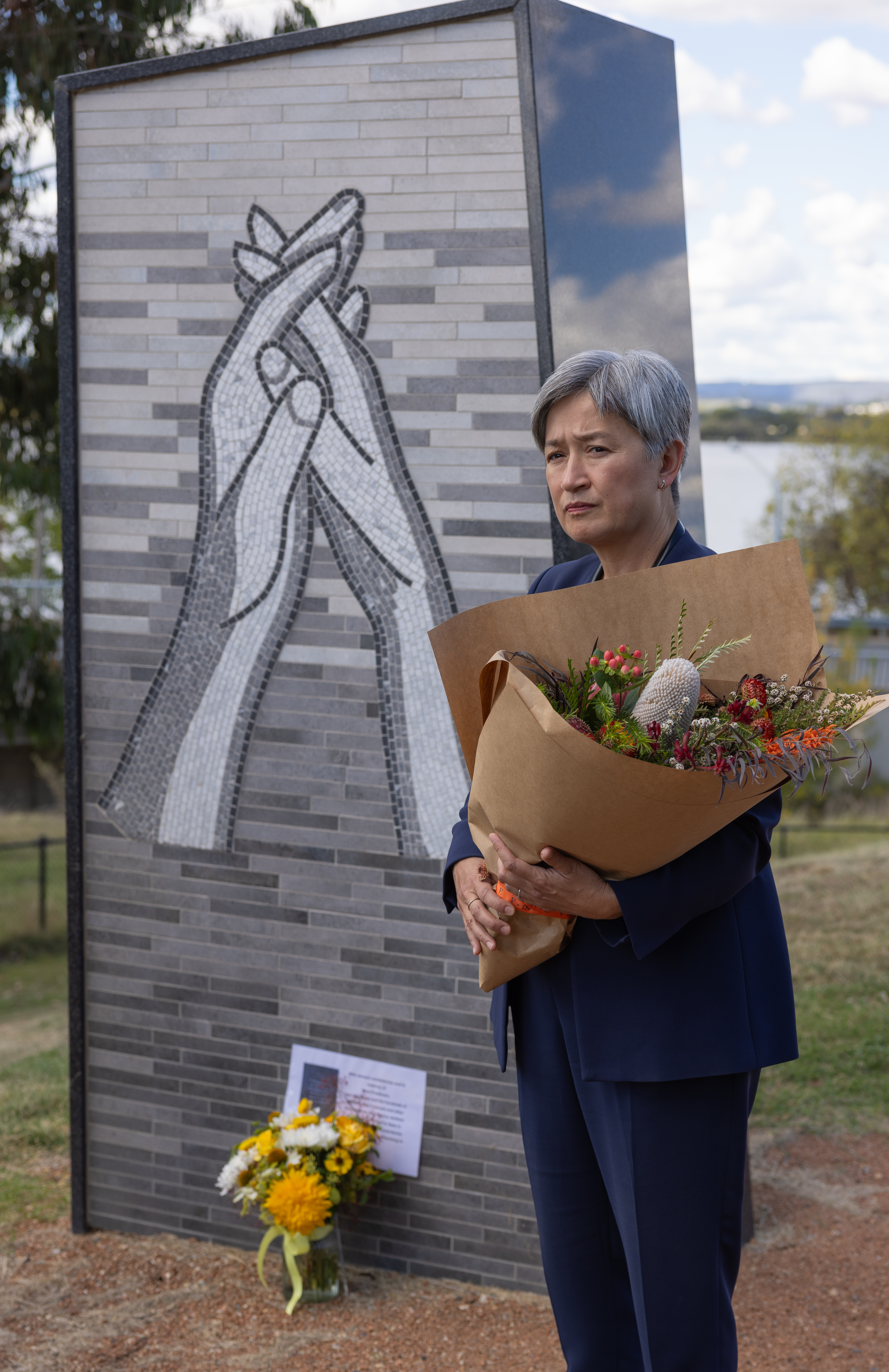
وزير الخارجية الأسترالية بيني وونغ تضع إكليلا من الزهور على النصب التذكاري لزومي فرانككوم في أستراليا

### دوليًّا
- الأمم المتحدة: ذكر المتحدث باسم الأمم المتحدة أن الهجوم هو «نتيجة حتمية للطريقة التي تدار بها هذه الحرب في الوقت الحالي».[2] ووصف الأمين العام أنطونيو غوتيريش الغارات الجوية الإسرائيلية بأنها "غير معقولة"، بينما سلط الضوء على عدد عمال الإغاثة الذين قتلوا في الصراع المستمر. وأكد مجددا أن قرار مجلس الأمن الدولي الصادر في 25 مارس/آذار والذي يدعو إلى وقف إطلاق النار "يجب تنفيذه دون تأخير".[79] وقال منسق الشؤون الإنسانية في الأمم المتحدة مارتن غريفيث إنه "غاضب" من الهجوم، واصفا تصرفات المسؤولين عنه بأنها "لا يمكن تبريرها".
- كندا: أدانت وزيرة الخارجية الكندية ميلاني چولي الهجوم وطالبت بإجراء تحقيق كامل ومستقل.[80]
- المملكة المتحدة: تزايد الدعوات لوقف تصدير الأسلحة البريطانية لإسرائيل بعد الهجوم على عمال الإغاثة.[81]
- بولندا: ذكر رئيس الوزراء دونالد توسك أن الهجوم ورد إسرائيل عليه يضع التضامن مع إسرائيل أمام امتحان.[82] ذكر وزير الخارجية رادوسلاف سيكورسكي أن على إسرائيل الاعتذار ودفع تعويضات للضحايا، كما ذكر أن بولندا ستجري تحقيقها الخاص حول الهجوم.[83] استدعت الخارجية البولندية السفير الإسرائيلي في 5 أبريل، وسُلم مذكرة احتجاج مع طلب بإجراءات تأديبية للجنود المسؤولين عن الهجوم.[84] وأعرب الرئيس أندجي دودا عن مشاعر حزنه العميق لوفاة المتطوعين، وذكر أيضًا أن "هذه المأساة ما كان ينبغي أن تحدث أبدًا ويجب التحقيق فيها".[85] وأعرب وزير الخارجية رادوسلاف سيكورسكي عن تعازيه في وفاة المواطن البولندي، وقال إنه طلب "تفسيرات عاجلة" من سفير إسرائيل في بولندا.[38][70] طالب الجانب البولندي السفير بالمشاركة في مكتب المدعي العام لمنطقة برزيميسل للتحقيق، والوصول الكامل إلى المعلومات، ودفع التعويضات لعائلة سوبول. ودعت بولندا أيضًا إلى احترام قرار مجلس الأمن التابع للأمم المتحدة الصادر في 25 مارس/آذار، والذي يدعو إلى وقف إطلاق النار في قطاع غزة وعدم عرقلة قوافل المساعدات الإنسانية إلى غزة.[86]
- أستراليا: وصف رئيس الوزراء أنتوني ألبانيز وفاة المواطن الأسترالي زومي فرانككوم بأنه "غير مقبول على الإطلاق"، وأن وزارة الشؤون الخارجية والتجارة (DFAT) طلبت تفسيرا من السفير الإسرائيلي.[32] ذكرت وزارة الخارجية والتجارة أنها تطلب من الحكومة الإسرائيلية "مراجعة شاملة وسريعة".[78]
- بلجيكا: وقالت وزيرة الخارجية حجة لحبيب إن "عمال الإغاثة يقومون بعمل أساسي ويجب حمايتهم، تمامًا مثل المدنيين"، مضيفة أيضًا أن "الكثير جدًا منهم هم ضحايا الصراع في غزة".[87]
- البرازيل: وفي بيان صحفي، أعربت وزارة الخارجية البرازيلية عن استيائها العميق إزاء الهجوم، في حين استنكرت أيضًا "مقتل المدنيين الفلسطينيين والعاملين في مجال الصحة والأضرار الناجمة عن العمل العسكري في الأسابيع الأخيرة"، مشيرة على وجه التحديد إلى تدمير مستشفى الشفاء. ودعت الوزارة أيضًا إلى الامتثال لقرار مجلس الأمن التابع للأمم المتحدة المعتمد في 25 مارس والذي يدعو إلى وقف إطلاق النار في الصراع، وذكّرت بـ "الطبيعة الملزمة للتدابير المؤقتة" التي أشار إليها أمر صادر عن محكمة العدل الدولية في 26 يناير، داعياً إلى على إسرائيل أن تتخذ خطوات لمنع حدوث إبادة جماعية في الصراع.[88]

 صين: قالت الصين إنها "صدمت" ونددت بالهجوم الإسرائيلي؛ صرح المتحدث باسم وزارة الخارجية وانغ ون بين أن "الصين تعارض جميع الأعمال التي تضر بالمدنيين وتلحق الضرر بالمنشآت المدنية وتنتهك القانون الدولي".
- كولومبيا: وفي بيان صحفي، أعربت وزارة الخارجية الكولومبية عن تضامنها مع عائلات الضحايا ومنظمة المطبخ المركزي العالمي، بينما حثت إسرائيل على "ضمان حماية المنظمات غير الحكومية الموجودة" في قطاع غزة، فضلاً عن اتباع القانون الإنساني الدولي. ودعت الوزارة أيضًا إلى إجراء تحقيق "شامل ومستقل" في الهجوم الجوي، وأكدت على أهمية ضمان وصول المساعدات الإنسانية إلى قطاع غزة.[43]
- قبرص: ودعت وزارة الخارجية القبرصية إلى إجراء تحقيق "سريع وحاسم"، وقالت إن القانون الدولي والإنساني "مطلق"، مضيفة أنه "يجب دائمًا احترام وحماية عمال الإغاثة الإنسانية".[89]
- مصر: وذكرت وزارة الخارجية المصرية أن عمليات القتل كانت انتهاكات "صارخة" للقانون الدولي ودعت إلى إجراء تحقيق كامل في الهجوم.[90]
- فرنسا: وفي حديثه في مؤتمر صحفي عقب محادثاته مع نظيره الأمريكي أنتوني بلينكن في باريس، أدان وزير الخارجية الفرنسي ستيفان سيجورني "بشدة" الغارة الجوية الإسرائيلية، مضيفًا: "إن حماية العاملين في المجال الإنساني هي ضرورة أخلاقية وقانونية يجب على الجميع الالتزام بها".[91]
- ألمانيا: ودعت وزيرة الخارجية الألمانية أنالينا بيربوك الحكومة الإسرائيلية إلى إجراء تحقيق سريع في الهجوم الذي وصفته بأنه "حادث مروع". كما أعربت عن تعاطفها مع أسر الضحايا.[92]
- أيرلندا: قال وزير الخارجية والدفاع مايكل مارتن إنه "شعر بالفزع من مقتل العاملين في المجال الإنساني في غارة إسرائيلية، الذين قُتلوا وهم يقدمون المساعدات المنقذة للحياة لشعب غزة".[93]
- المكسيك: وخلال مؤتمر صحفي، أعرب الرئيس المكسيكي أندريس مانويل لوبيس أوبرادور عن تعازيه لأصدقاء وعائلات ضحايا الهجوم، مستذكرًا العمل الإنساني الذي قام به المطبخ المركزي العالمي في المكسيك خلال إعصار أوتيس. كما انضم لوبيز أوبرادور إلى الدعوات لوقف إطلاق النار فيما وصفها بـ"هذه الحرب اللاإنسانية".[23]
- قطر:وقالت وزارة الخارجية القطرية، في بيان لها، إنها "تدين بشدة" الهجوم، وتعتبره "جريمة صادمة، ومخالفة للقوانين الدولية والإنسانية".[94]
- إسبانيا: وقال رئيس الوزراء بيدرو سانشيز إنه "يتوقع ويطالب بتفسير من الحكومة الإسرائيلية" بشأن مقتل عمال الإغاثة السبعة. وقبل ذلك، غرد قائلا إنه "مرعوب" من الهجمات.[95] وبعد التوضيحات التي قدمها الجيش الإسرائيلي ورئيس الوزراء نتنياهو، اعتبرها سانشيز "غير مقبولة على الإطلاق وغير كافية".[96]
- الإمارات العربية المتحدة: وأدانت وزارة الخارجية الإماراتية مقتل الأشخاص السبعة، وحملت إسرائيل المسؤولية ودعت إلى إجراء تحقيق في الهجوم. كما أوقفت الإمارات مساعداتها لغزة بعد الهجوم.[38]
- المملكة المتحدة: ودعا وزير الخارجية ديفيد كاميرون إسرائيل إلى تقديم تفسير شفاف للهجوم،[97] بينما قال رئيس الوزراء ريشي سوناك إنه "شعر بالصدمة والحزن" لمقتل متطوع بريطاني واحد على الأقل خلال الهجوم. واستدعت وزارة الخارجية والكومنولث والتنمية السفير الإسرائيلي.[98]
  -  اسكتلندا: ودعا الوزير الأول حمزة يوسف إلى الوقف الفوري لمبيعات الأسلحة من المملكة المتحدة إلى إسرائيل، قائلاً: "إن عدد القتلى المدنيين لا يطاق، وكذلك قتل العاملين في المجال الإنساني الذين يقدمون المساعدات الحيوية للفلسطينيين الذين يواجهون المجاعة والعنف على يد هذا الكيان". إن عدم قيام الحكومة الإسرائيلية بوقف مبيعات الأسلحة لإسرائيل، يعرض المملكة المتحدة لخطر التواطؤ في قتل المدنيين الأبرياء".[95]
- الولايات المتحدة: أدان الرئيس جو بايدن الهجوم، قائلاً إنه "غاضب ومحطم القلب"، وانتقد إسرائيل لأنها "لم تفعل ما يكفي لحماية عمال الإغاثة الذين يحاولون تقديم المساعدة التي هم في أمس الحاجة إليها للمدنيين"، بينما ذكر أن "الولايات المتحدة حثت إسرائيل مراراً وتكراراً". - الفصل بين عملياتها العسكرية ضد حماس وبين العمليات الإنسانية، لتجنب وقوع إصابات في صفوف المدنيين".[99]
- مدينة الفاتيكان: وأدان البابا فرنسيس الهجوم الإسرائيلي ودعا إلى السلام في غزة أوكرانيا.[100][101]

### الأتحادات الدولية
- الاتحاد الأوروبي: وقال منسق السياسة الخارجية بالاتحاد الأوروبي جوزيب بوريل: "أدين الهجوم وأحث على إجراء تحقيق. وعلى الرغم من كل المطالب بحماية المدنيين والعاملين في المجال الإنساني، فإننا نرى ضحايا أبرياء جدد".[32] وتابع: "هذا يظهر أن قرار مجلس الأمن التابع للأمم المتحدة الذي يطالب بوقف فوري لإطلاق النار، ووصول المساعدات الإنسانية بشكل كامل وتعزيز حماية المدنيين يجب أن ينفذ على الفور". وقال يانيز ليناريتش، المفوض الأوروبي لإدارة الأزمات، على تويتر: "أدين هجومًا مميتًا آخر على العاملين في المجال الإنساني في #غزة. يجب أن يتوقف هذا. الآن. #وقف إطلاق النار".[102]
- الناتو: وخلال مؤتمر صحفي عقد في بروكسل، صرح الأمين العام لحلف شمال الأطلسي ينس ستولتنبرغ: "ما نراه الآن في غزة الآن هو كارثة إنسانية. نرى المعاناة، ونرى أن المدنيين يقتلون، ورأينا أيضًا الضربة ضد عمال الإغاثة وأنا إدانة الإضراب". وقال ستولتنبرغ أيضًا إنه ممتن لاتخاذ إسرائيل خطوات للتحقيق في ما حدث.[103]

### آخرون
- الإغاثة الإسلامية: أدانت المجموعة الإنسانية الهجوم وقالت إنها "غاضبة من هجوم مميت آخر على العاملين في المجال الإنساني".[104]
- المجلس النرويجي للاجئين: شارك الأمين العام يان إيجلاند في تعازيه في عمليات القتل، مشيرًا إلى أنه "لم يُقتل هذا العدد من عمال الإغاثة في أي مكان آخر".[105]